# Hary Tanoesoedibjo
Bambang Hary Iswanto Tanoesoedibjo né le 26 septembre 1965 à Surabaya, est un homme politique et homme d'affaires indonésien.

## Biographie
Il est le président directeur de PT MNC Investama Tbk, qu'il a fondée en 2009. En tant que président, il supervise et développe la stratégie de la société holding et de ses filiales, dont un géant des médias Media Nusantara Citra (MNC).En plus de son rôle de conférencier lors d'événements médiatiques nationaux et internationaux, il enseigne dans des programmes de troisième cycle de plusieurs universités dans les domaines de la finance d'entreprise, des investissements et des stratégies de gestion.